# アクアンティブ
アクアンティブ（英：aQuantive, Inc）とは、マイクロソフトに吸収合併されたアメリカ合衆国のインターネット広告会社のことである。

## 歴史
アクアンティブ社はかつてはインターネットのインタラクティブ広告（ディスプレイ広告の一種）の分野で、世界的に有名な会社だった。ポータルサイトなどから広告枠を購入し、広告主を集めてインタラクティブ広告を企画・販売する広告代理店と、広告管理ツールや配信技術を提供する技術子会社を持ち、NASDAQに上場し、ヨーロッパやアジア、南米などに子会社や合弁会社を設けて企業グループを形成していた。1990年代に流行したディスプレイ広告はその後、検索連動型広告の登場やクリック率の低下などによって勢いを失った。しかし2000年代後半になると、ディスプレイ広告の一種であるSNS向けの広告や動画広告が伸び始め、アドエクスチェンジなどの新技術も登場した。
インターネット広告は年率20％で成長し、今後の成長も見込まれたので2007年頃、ディスプレイ広告の配信技術やアドエクスチェンジの技術を持つ会社の大型買収が相次いだ。IT業界ではGoogleがダブルクリックを買収し、Yahooはライトメディアを買収した。アクアンティブはマイクロソフトに破格の条件で買収されて、世間を驚かせた。マイクロソフトはMSNやBingなどに広告を掲載する広告会社でもあり、マイクロソフトはPlatforms and Services部門にAdvertiser and Publisher Solutions（広告主と広告掲載者向けソリューション）グループを新設して、アクアンティブ社の技術でアドネットワークを運営したり、行動ターゲティング広告を配信したりした。一方で広告代理店部門は2009年にフランスの大手広告代理店であるパブリシス・グループに売却された。
その後、マイクロソフトの配信技術は思ったほど採用が延びず、Googleが買収したダブルクリックに大差を付けられた。マイクロソフトは配信部門についても投資の失敗を認めて、ほぼ全額を損失計上し、その後アトラスを売却した。

## 沿革
- 1997年 - スコット・リプスキー（Scott Lipsky）とマイク・ガルコン（Mike Galgon）がアクアンティブを創業[12][13][14]
- 2001年4月 - レイザーフィッシュが電通と電通レイザーフィッシュ（現・電通iX）を設立
- 2004年6月 - アクアンティブがレイザーフィッシュを1億6千万ドル～約２億ドルで買収[15][16]。以後３年間で約10社を買収し、資産規模が約５倍になった[3]
- 2007年5月 - マイクロソフトがアクアンティブを60億ドルで買収[14]
- 2008年9月 - リーマン・ショックが起きて、インターネット広告業界の不景気が２年ほど続いた
- 2009年8月 - マイクロソフトがレイザーフィッシュをパブリシス・グループに5億3000万ドルで売却[17]
- 2012年7月 - マイクロソフトがアクアンティブに対する63億ドルの投資に対して、62億ドルの評価損を計上した[10]
- 2013年2月 - マイクロソフトがアトラスをFacebookに約1億ドル（推定）で売却[11]

## かつての代表的なグループ企業
レイザーフィッシュ（英：Razorfish）インタラクティブ広告の大手代理店で、コンサルティングも行う会社。ヨーロッパなどに子会社を持ち、現在はフランスのパブリシス・グループに買収されている。
アトラス・ソリューションズ（英：Atlas Solutions）広告主と広告掲載者に、広告の入札や配信設定、効果測定などを行う統合管理ツールを提供する会社。アトラス社のツールは、バイアコムなど大手のウェブサイトを中心に使われているようである。
ドライブ・パフォーマンス・ソリューションズ（英： DRIVE Performance Solutions）リスティング広告やターゲティング広告などの配信技術を持つ会社。

## かつての製品
- デジタルマーケティング・テクノロジーズ事業部[3]
  - 広告主向け
    - Atlas Media Console
    - Atlas Rich Media
    - Atlas Search
    - Atlas Site Optimization

  - 広告掲載者向け
    - Accipiter AdManager
    - Accipiter AdMarket
    - Atlas Publisher
- デジタルパフォーマンス・メディア事業部[3]
  - DRIVEpmとMediaBrokers
  - Franchise Gator